# Lazarperry
Lazarperry est un groupe de dub plutôt atypique originaire de Paris. Composé d'un violoniste, d'un accordéoniste, d'un contrebassiste et d'un percussionniste, le groupe produit de « l'oriental dub acoustic ». Ou encore du « psychémusettedub » selon leur ingénieur du son.
L'appellation du groupe provient de la fusion des noms de Paul Lazar et de Franco Perry, duo à l'origine de la formation.

## Membres
- Paul Lazar : violon
- Franco Perry www.francoperry.com accordéon
- Camille Ballon « K-Mille » : contrebasse
- Patrick Duvoisin « Mr. Rollercone » : ingénieur du son

### Invités
- Philippe Draï : percussion
- Don Billiez : saxophone
- Nadj : voix

## Discographie
- Tangodelic (Harmonia Mundi, 1996)
- Conjitan (Night and Day, 1999)
- Oriental Dub Acoustic (Buda Musique, 2002)
- Oriental Dub remix album (APERO T.S.R, 2006)